# João da Costa, Bispo de Lamego
João da Costa (? - d. 29 de Setembro de 1472 a. 28 de Setembro de 1475) foi um prelado português.

## Biografia
D. João da Costa era filho secundogénito de Gonçalo Fernandes de Gouveia e de sua mulher, da qual foi segundo marido, Maria Anes da Costa.
Deve ser o João da Costa, Clérigo do Infante D. Pedro de Portugal, 1.º Duque de Coimbra, que, a 21 de Junho de 1441, foi apresentado pela coroa como Abade de São João da Castanheira e, a 8 de Setembro de 1441, de Santiago da Torre. E o que, a 12 de Outubro de 1445, já como Cubiculário do Papa Eugénio IV e Chanceler-Mor de D. Isabel de Avis, Rainha de Portugal, teve uma tença anual de 14.000 reais de prata enquanto exercesse os cargos de Requeredor e Procurador dos feitos régios junto da Corte do Santo Padre.
Foi 25.° Bispo de Lamego desde 1448 até 1460.
A 11 de Dezembro de 1454, D. Afonso V de Portugal privilegia D. João da Costa, Bispo de Lamego, isentando os caseiros, lavradores, mordomos ou apaniguados que trabalhem numa sua quinta ou casa, do pagamento de diversos impostos ao Concelho, de ser besteiro do conto, de ter cavalo, bem como de outros encargos.
Foi 21.° Dom Prior do Mosteiro de Santa Cruz de Coimbra desde 1460 até à sua morte.
A 29 de Setembro de 1472, D. Afonso V confirma Carta de Privilégio a D. João da Costa, Bispo da Igreja Universal, Prior do Mosteiro de Santa Cruz de Coimbra, a seu pedido, pela qual os caseiros, lavradores e mordomos do dito Mosteiro estavam isentos de servirem nas obras dos muros e castelos da dita cidade.
Já tinha falecido a 28 de Setembro de 1475, quando D. Afonso V doa vitaliciamente a D. João Galvão, que fora o 20.° Dom Prior do Mosteiro de Santa Cruz de Coimbra e era 36.° Bispo de Coimbra e 1.° Conde de Arganil de juro e herdade, umas casas na vila de Leiria que D. João da Costa, Prior do Mosteiro de Santa Cruz, tinha deixado ao dito Mosteiro, passando as casas, por morte do Bispo, para o Mosteiro.